# Дітер Вісліцені
Дітріх «Дітер» Вісліцені (нім. Dietrich „Dieter“ Wisliceny; 13 січня 1911, Регуловкен, Східна Пруссія — 4 травня 1948, Братислава) — гауптштурмфюрер СС, співробітник СС і гестапо, працював під керівництвом Адольфа Айхмана в центральному Імперському управлінні у справах єврейської еміграції. Причетний до знищення євреїв в Угорщині, Словаччині та Греції.

## Життєпис
Після школи намагався вивчати богослов'я, але кинув навчання, почав працювати журналістом.
Вступив до НСДАП 1931 року. З 1934 року в СД, в квітні-листопаді 1936 року начальник «єврейського» відділу (в той час Айхман був його підлеглим), потім в СД в Данцигу. З 1940 року в IV управлінні РСХА, у відділі IV B4, що відповідав за «остаточне вирішення єврейського питання» (вже як підлеглий Ейхмана), в вересні 1940 року відряджений до Братислави як «консультант з єврейських питань» при уряді Словаччини, при його участі були знищені тисячі словацьких євреїв. У лютому 1943 року разом з Айхманом прибув до Греції, де в березні-серпні провів депортацію євреїв (від 44 до 56 тисяч) з міста Салоніки, головним чином в Аушвіц, з жовтня 1943 року — начальник поліції безпеки і СД в Афінах . З лютого 1944 року в Угорщині, причетний до депортації в березні-жовтні 1944 року приблизно 400 тисяч угорських євреїв в Аушвіц (де вони практично всі були відразу ж знищені в газових камерах).
Заарештований 12 травня 1945 року в Австрії.
Один зі свідків на Нюрнберзькому процесі . Був виданий Чехословаччини і повішений за вироком суду в Братиславі в 1948 р
Його брат Гюнтер Висліцені дослужився до оберштурмбаннфюрера і заслужив лицарський хрест Залізного хреста .

## Нагороди
- Почесний кут старих бійців
- Почесна шпага рейхсфюрера СС
- Медаль «За вислугу років у НСДАП» в бронзі (10 років)
- Данцигський хрест 2-го класу
- Хрест Воєнних заслуг 2-го класу з мечами